# Ga Sindaebangsamgeori
Ga Sindaebangsamgeori (Tiếng Hàn: 신대방삼거리역, Hanja: 新大方삼거리驛) là ga trên Tàu điện ngầm Seoul tuyến 7 nằm ở Daebang-dong, Dongjak-gu, Seoul. Ngược lại với tên ga, nó không nằm ở Sindaebang 1-dong. Tên ga được chọn để tránh sự trùng lặp của Ga Daebang hiện tại trên Tuyến Gyeongbu và Ga Sindaebang trên Tàu điện ngầm Seoul tuyến 2.

## Lịch sử
- 1 tháng 8 năm 2000: Việc kinh doanh bắt đầu với việc khai trương đoạn Sinpung ~ Đại học Konkuk của Tàu điện ngầm Seoul tuyến 7

## Bố trí ga
| Jangseungbaegi ↑ |
| \| N/B           |
| ↓ Boramae        |

| Hướng Bắc | ● Tuyến 7 | ← Hướng đi Isu · Văn phòng Gangnam-gu · Sangbong · Jangam |
| Hướng Nam | ● Tuyến 7 | → Hướng đi Boramae · Daerim · Onsu · Seongnam →           |

## Xung quanh nhà ga
| Lối ra \| 나가는 곳 \| Exit \| 出口 | Lối ra \| 나가는 곳 \| Exit \| 出口 |
| ----------------------------------- | --- |
| 1                                   | Sangdo 3-dong · Trung tâm cộng đồng Sangdo 3-dong Chợ Seongdae Trung tâm phúc lợi tổng hợp Cheongun                                                            |
| 2                                   | Bệnh viện Boramae Trung tâm An toàn Sangdo 119 Trung tâm thanh niên Seoul Boramae                                                                              |
| 3                                   | Bưu điện Dongjak Trung tâm cộng đồng Sindaebang 2-dong Trung tâm An ninh Daebang Rừng Boramaejai                                                               |
| 4                                   | Trường tiểu học Daerim Trường trung học kỹ thuật Seoul Trường trung học cơ sở Gangnam Trường Nuri Trung tâm sống độc lập cho người khuyết tật phong trào Woori |
| 5                                   | Daebang-dong Trường trung học cơ sở và trung học Seongnam |
| 6                                   | Sangdo 3-dong · Trung tâm an ninh Sangdo 3 Trường trung học cơ sở Kanghyeon Trung tâm phúc lợi người cao tuổi Dongjak Ssangyong APT                            |

## Hình ảnh

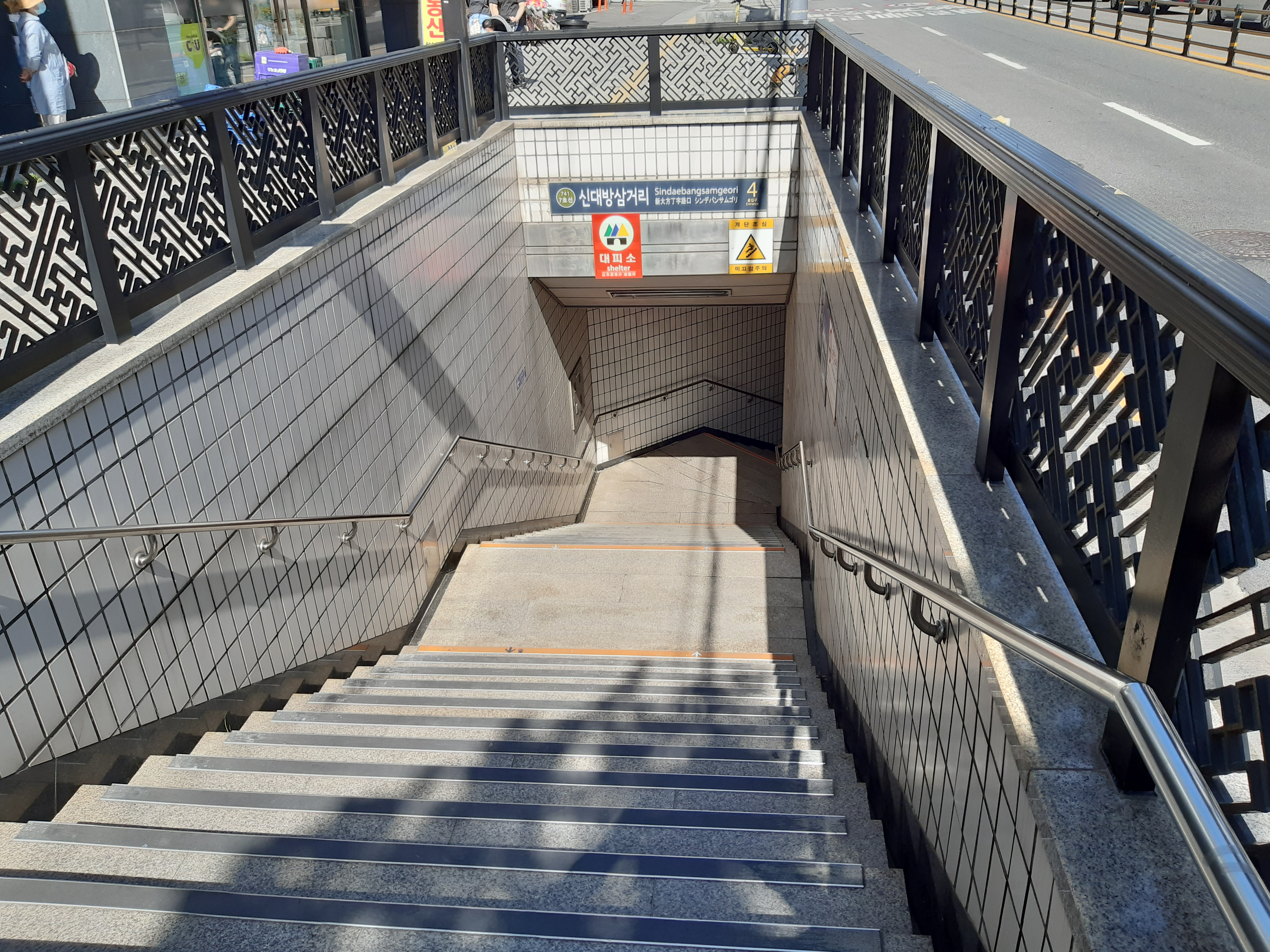
Lối ra 4